# Tsjerkessk
Tsjerkessk (Russisch: Черкесск) is een stad in Rusland en de hoofdstad van de autonome republiek Karatsjaj-Tsjerkessië. De stad ligt op de rechteroever van de rivier de Koeban.
De stad werd in 1804 gesticht als Batalpasjinskaja. In 1931 werd de naam veranderd in Batalpasjinsk, waarna de stad in 1934 tot Soelimov hernoemd werd. In 1937 werd deze naam veranderd in Jezjovo-Tsjerkessk en uiteindelijk in 1939 tot Tsjerkessk.

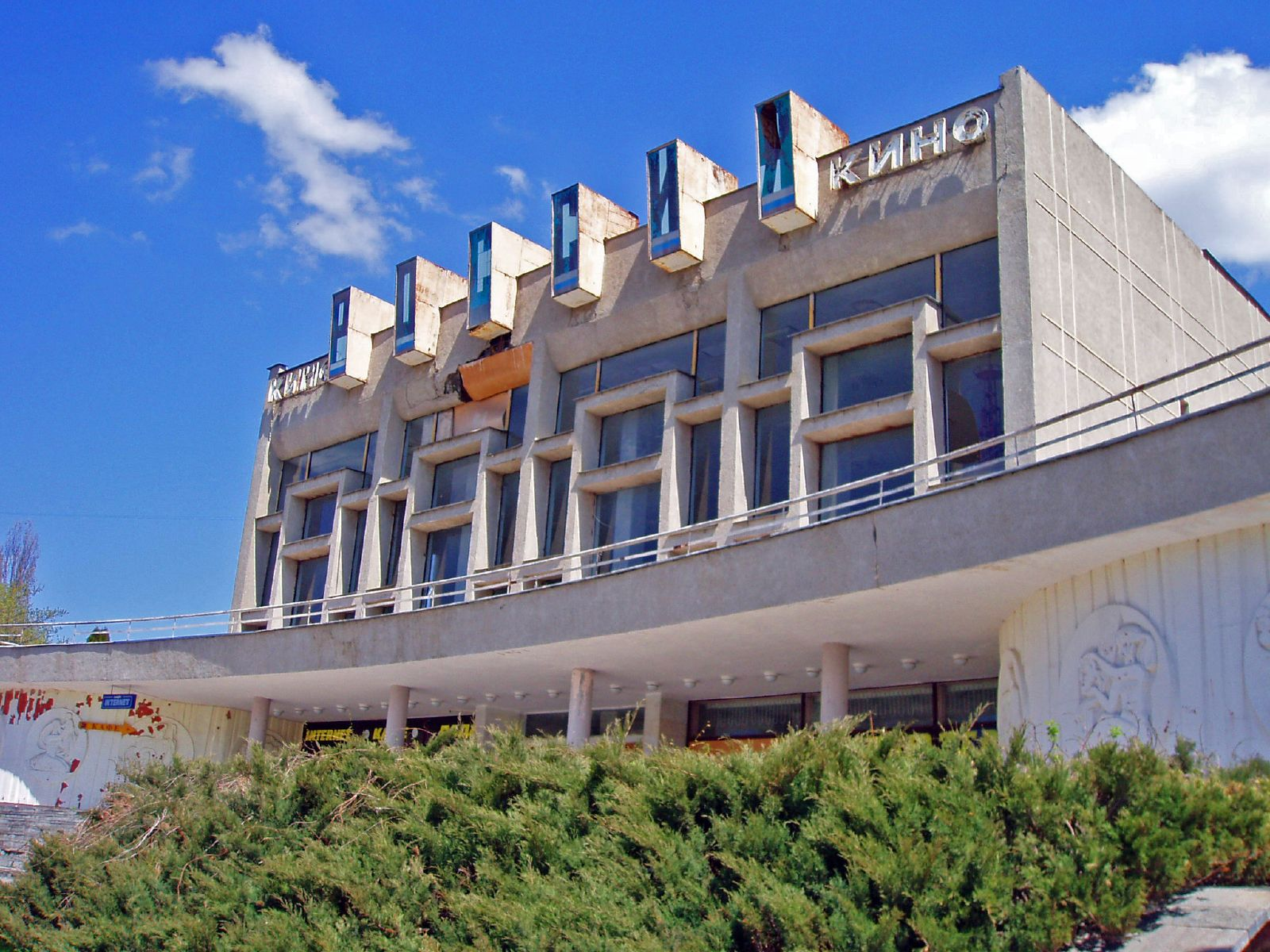
Bioscoopgebouw in Tsjerkessk

Tsjerkessk is ook een stedelijk district

Bestuurlijk centrum: Tsjerkessk

Steden: Karatsjajevsk · Oest-Dzjegoeta · Teberda

Districten: Abazinski · Adyge-Chablski · Chabezski · Karatsjajevski · Malokaratsjajevski · Nogajski · Oeroepski · Oest-Djegoetinski · Prikoebanski · Zelentsjoekski